# Baryceros punctatus
Baryceros punctatus là một loài tò vò trong họ Ichneumonidae.